# 第103黨衛軍重戰車營
親衛隊103重戰車營 (德語：schwere SS-Panzerabteilung 103) 是二戰期間武裝親衛隊的一個重戰車營。1944年11月改名為親衛隊503重戰車營，期間擁有39輛戰車。該營的最後記錄為「蒙克」戰鬥群一部份，參加柏林戰役。